# Baysonqor

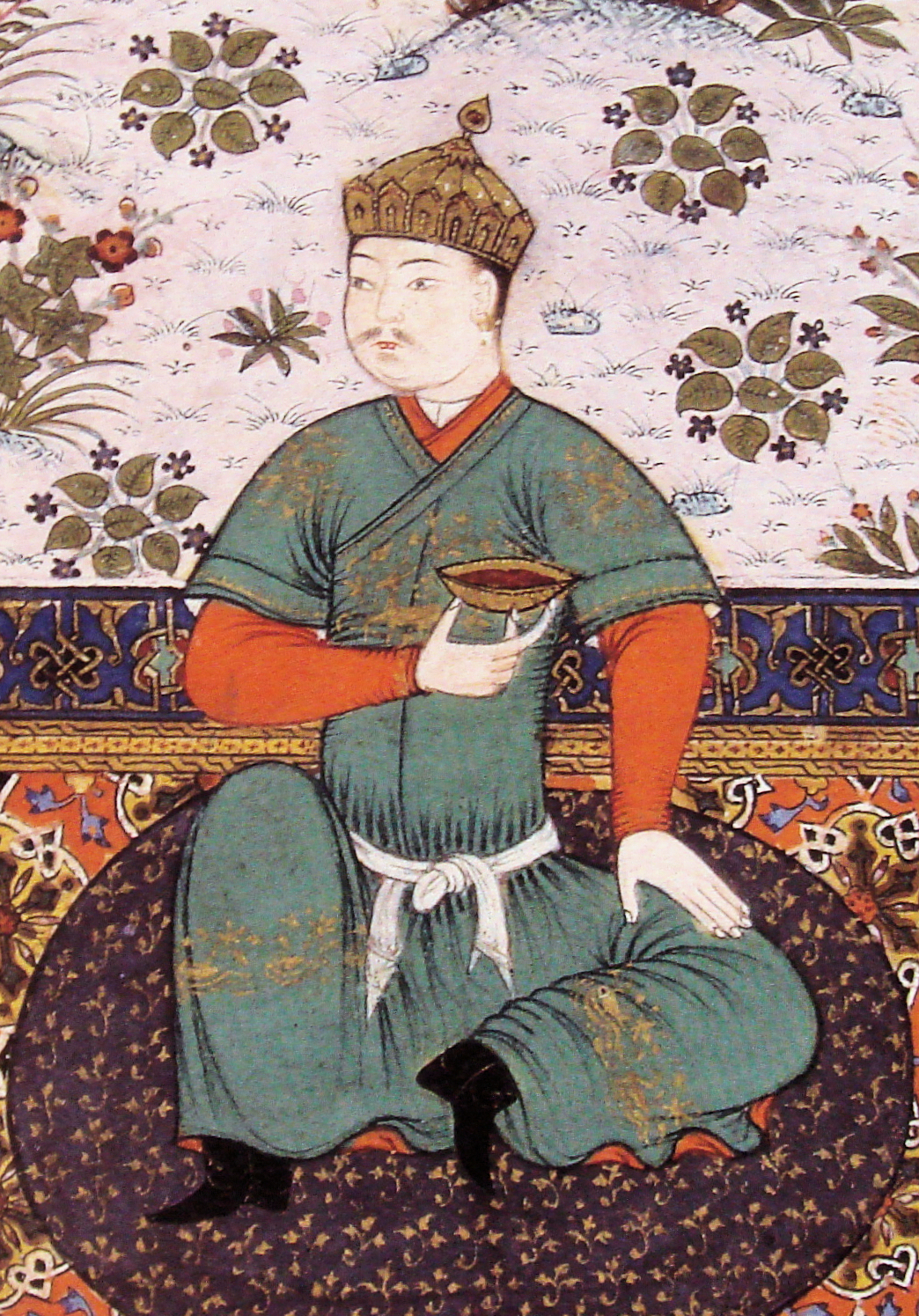
Bāysonḡor, Herat, 1429

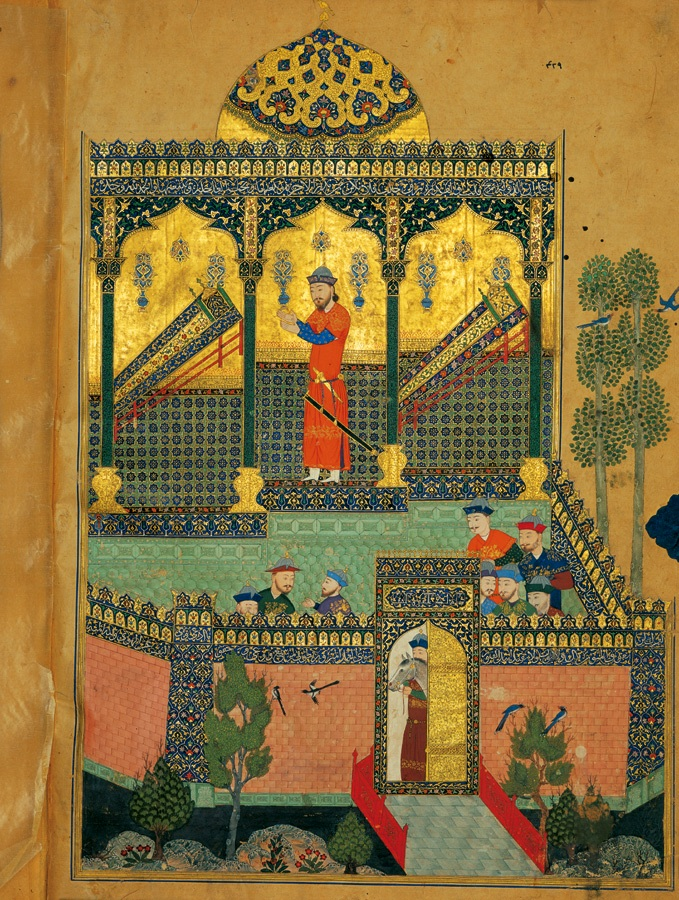
Scena dal manoscritto illustrato Baysonghor Shahnameh, uno Shāh-Nāmeh commissionato da Baysonqor, 1430

Gīāṭ al-dīn Bāysonḡor noto anche come Baysonqor o Baysunghur, Baysonghor o (scorrettamente) Baysunqar, noto anche come Sultan Bāysonḡor Bahādor Khan (Herat, 16 settembre 1397 – Herat, 20 dicembre 1433) è stato un nobile persiano della dinastia timuride. Era noto come mecenate dell'arte, dell'architettura e della miniatura persiana, tanto che commissionò lo Shāh-Nāmeh, Baysonghor Shahnameh ed altri lavori simili. Fu anche un importante calligrafo.

## Biografia
Bāysonḡor era figlio di Shah Rukh, sovrano di Persia e Transoxiana, e di Goharshad.

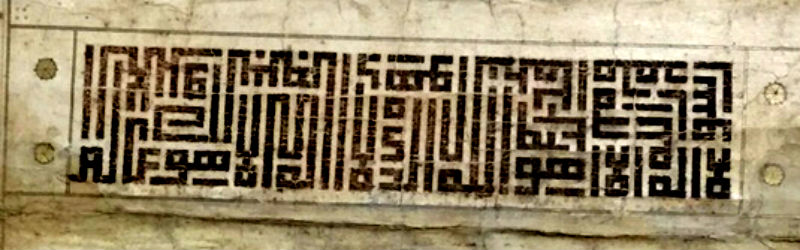
Pannello calligrafico lettere cufiche attribuito a Baysonqor

Secondo gli storici moderni, Bāysonḡor fu in realtà uno statista migliore del suo più famoso fratello maggiore, Ulugh Beg, che ereditò il trono di Shah Rukh, ma che "deve aver invidiato il fratello minore, Baisunghur, che suo padre non gravò mai di grandi responsabilità, che lo lasciò libero di costruire le sue eleganti madrase ad Herat, di raccogliere i suoi libri antichi e di riunire suoi artisti e bere con loro".
Visse a Herat come governatore dal 1417. Dopo aver preso Tabriz, nel 1421, riportò a Herat un gruppo di artisti e calligrafi tabrizi, precedentemente al servizio di Ahmad Jalayir, che aggiunse ai suoi artisti provenienti da Shiraz. La sua divenne la più importante scuola di artisti di Persia, fondendo i due stili.

## Vita personale
Mogli
Baysonqor ebbe cinque mogli:
- Jan Malik Agha, figlia di Amir Chulpan Qauchin;
- Gawhar Nasab Agha, una signora della Corasmia;
- Khandan Agha;
- Afaq Agha;
- Shah Begi Agha;

Figli
Baysonqor ebbe tre figli:
- Ala-ud-Daulah Mirza - con Jan Malik Agha;
- Abul-Qasim Babur Mirza - con Gawhar Nasab Agha;
- Sultan Muhammad Mirza - con Khandan Agha;

Figlie
Baysonqor ebbe otto figlie:
- Ruqaiya Begi Begum - con Shah Begi Agha;
- Fatima Sultan Begum - con Gawhar Nasab Agha;
- Zuhra Begi Begum - con Gawhar Nasab Agha;
- Aisha Begi Begum - con Afaq Agha, che sposò Sultan Masud Mirza, figlio di Sayorghatmish Mirza, figlio di Shah Rukh;
- Sa'adat Begi Begum - con Khandan Agha;
- Bakht Daulat Begum;
- Payanda Sultan Begum;
- Sahib Sultan Begum, che sposò Muhammad Khalil Mirza figlio di Muhammad Jahangir Mirza, figlio di Muhammad Sultan Mirza, figlio di Jahangir Mirza;